# Open de Suède Vårgårda
Pour les articles homonymes, voir Open de Suède.
L'Open de Suède Vårgårda est une course cycliste féminine qui se tient tous les ans dans la Commune de Vårgårda du comté de Västra Götaland en Suède depuis 2006. La course est composée de deux épreuves : 
- Course en ligne sur route
- Contre-la-montre par équipes.

## Histoire
La course en ligne a lieu pour la première fois en 2006 et le contre-la-montre par équipes en 2008. Dès leur création, ils ont été inclus à la Coupe du monde de cyclisme sur route féminine jusqu'en 2015. En 2016, elles intègrent l'UCI World Tour féminin. L'édition 2023 est annulé pour des raisons financières.